# Phymatopus
Phymatopus — род чешуекрылых насекомых из семейства тонкопрядов.

## Распространение
Западная Азия, Северная Америка к северу от Мексики, центральная и северная Европа. Широкий трансевроазиатский ареал имеют только Phymatopus hectus, в Северной Америке три вида, ареалы всех ограничены западным побережьем США. Phymatopus japonicus Inoue, 1982 встречается на Сахалине, южных Курилах и в Японии.

## Описание
Передние голени без эпифиза. На задних ногах самца голень булавовидно вздута, её внутренняя сторона густо покрыта андрокониальными чешуйками; лапки отсутствуют

## Систематика
В составе рода:
- Phymatopus hecta
- Phymatopus japonicus
- Phymatopus behrensii
- Phymatopus californicus
- Phymatopus hectoides